# Magalofes
Magalofes(llamada oficialmente San Xurxo de Magalofes) es una parroquia española del municipio de Fene, en la provincia de La Coruña, Galicia.

## Entidades de población
Entidades de población que forman parte de la parroquia:
- As Picas
- A Torre
- Basante
- Botarixo
- Cadavás
- Feal
- Fontenova
- O Casal
- Pedrón
- Punxeiro
- Redondo
- Xunqueira

## Suprimido
Entidad de población suprimida que formaba parte de la parroquia:
- Rego da Moa

## Demografía
| Gráfica de evolución demográfica de Magalofes entre 2000 y 2019 |
|                                                                 |
| Datos según el nomenclátor publicado por el INE.                |